# Pisa (stad)
Pisa is een stad in Italië, gelegen in de regio Toscane. Het is tevens hoofdstad van de provincie Pisa. De stad telde 89.940 inwoners in 2015, Pisano (enkelvoud) en Pisani (meervoud) genaamd. 
De stad ligt aan de rivier de Arno. Ze is vooral  beroemd om de scheef staande toren.

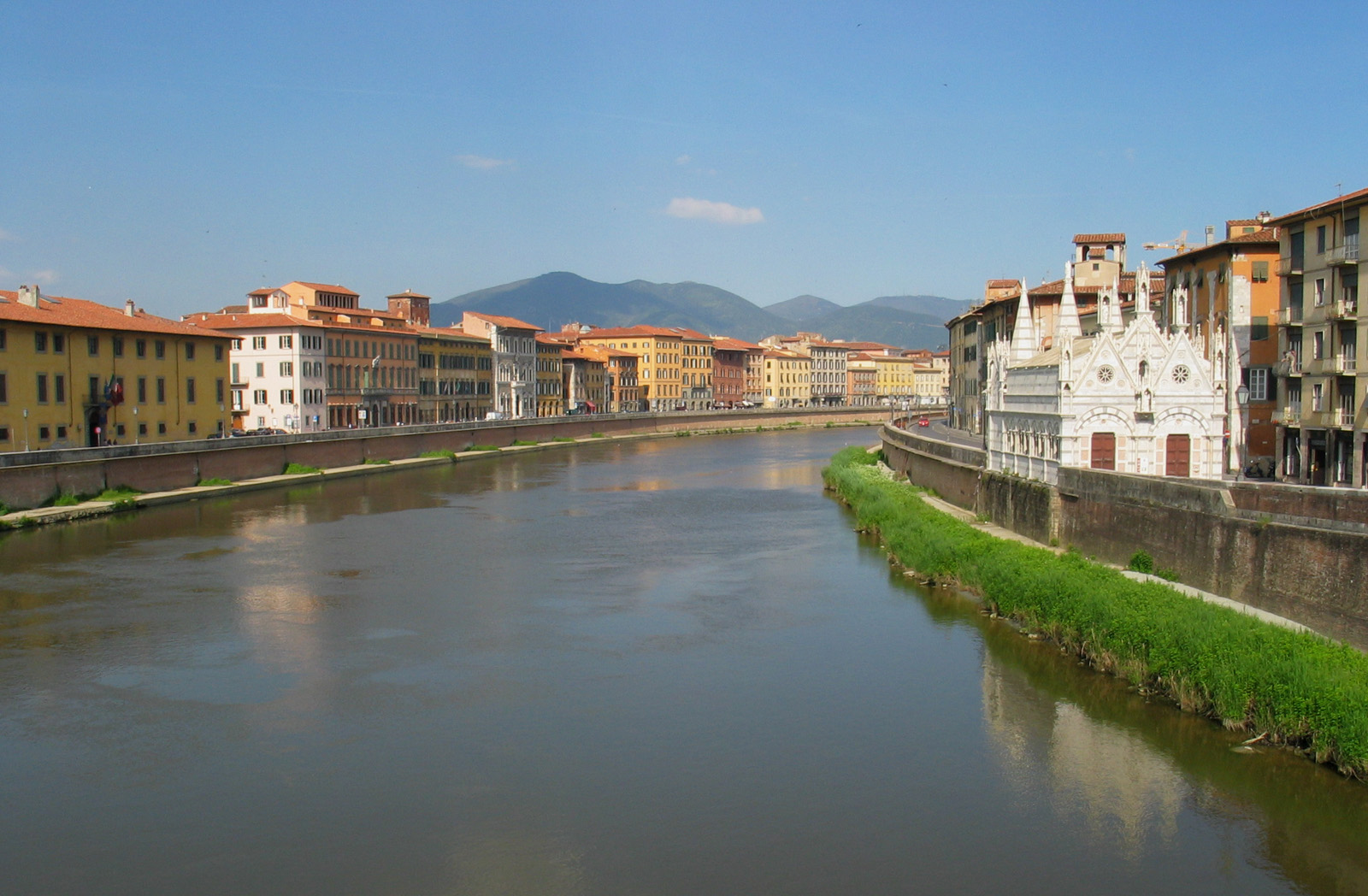
De Arno in Pisa

## Geschiedenis
In de middeleeuwen was de Republiek Pisa, samen met Venetië, Genua en Amalfi, een van de vier maritieme republieken van Italië. In de |12e en 13e eeuw beleefde Pisa zijn glorietijd en veroverde het als stadstaat onder andere Sardinië. In 1284 werd Pisa echter verslagen door Genua, en in de 14e eeuw maakte verzanding van de haven scheepvaart en handel steeds moeilijker.
In 1406 werd Pisa veroverd door de Florentijnen, waarmee er aan de zelfstandigheid definitief een einde kwam. Pisa ging later behoren tot het Groothertogdom Toscane, dat op zijn beurt in 1871 opging in het toenmalige koninkrijk Italië.

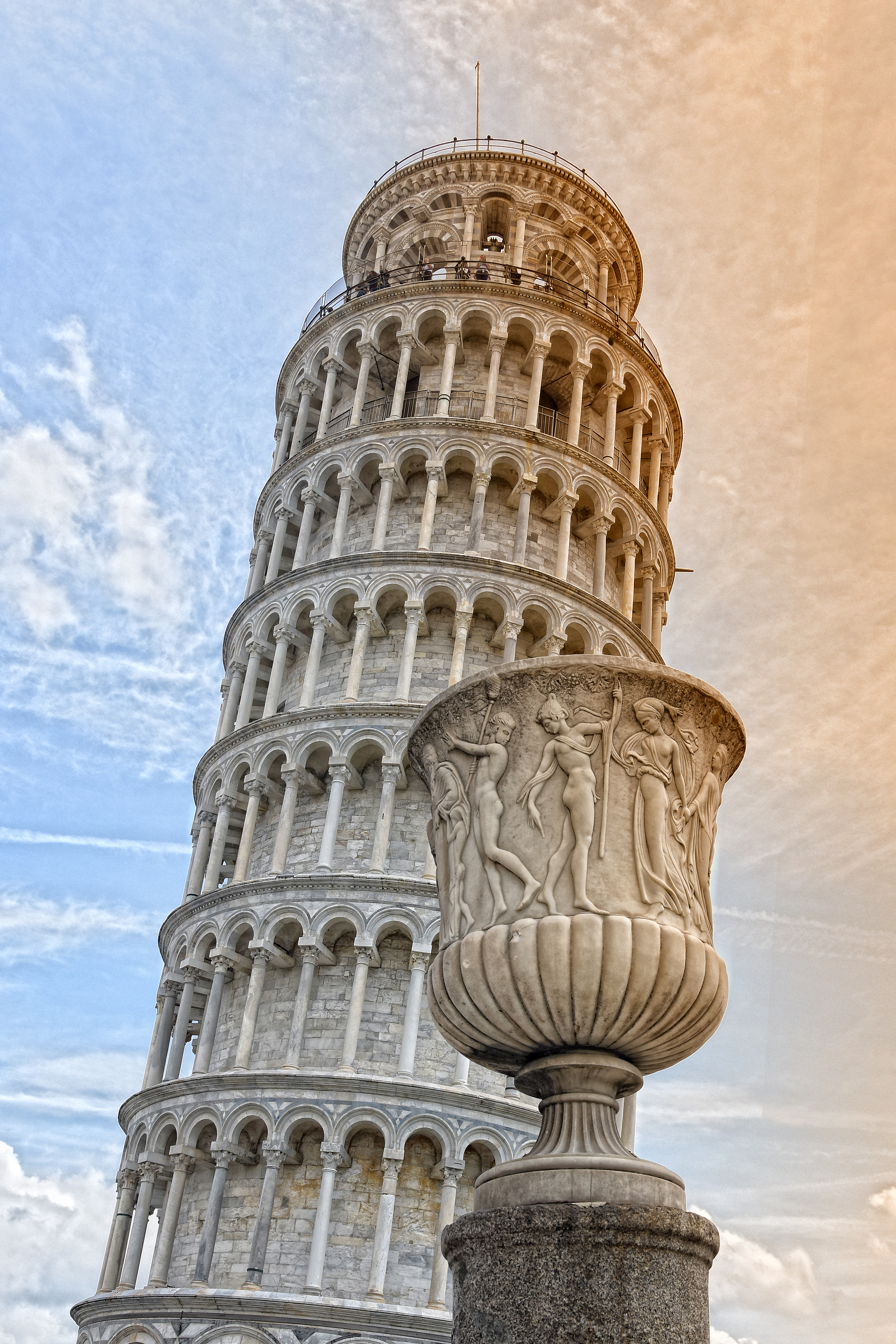
Toren van Pisa

## Bezienswaardigheden
- Piazza dei Miracoli met:
  - Toren van Pisa
  - Duomo Santa Maria Assunta (de dom van Pisa)
  - Baptisterium (doopkapel)
  - Camposanto
- Piazza dei Cavalieri met:
  - Palazzo dei Cavalieri
  - Standbeeld van Cosimo I de' Medici, groothertog van Toscane
- Santa Maria della Spina, kerk uit 1323
- San Francesco, kerk
- San Freddio, kerk
- Cittadella Vecchia, 12e-eeuws fort
- Orto botanico di Pisa, botanische tuin

## Musea
- Museo nazionale di San Matteo (S. Matteo Nationaal Museum)
- Mineralogische Museum
- Paleontologische Museum
- Museo delle Sinopie
- Zoölogische Museum
- Domus Mazziniana
- Domus Galilaeana

## Onderwijs
- Universiteit van Pisa
- Scuola Normale Superiore
- Scuola Superiore Sant'Anna

## Evenementen
- Luminara di San Ranier
- Regata Storica di San Ranieri
- Galileo Galilei Award

## Sport
Pisa SC is de professionele voetbalploeg van Pisa en speelt in de Arena Garibaldi - Romeo Anconetani.
Pisa is meermaals etappeplaats geweest in wielerkoers Ronde van Italië. Dit was voorlopig voor het laatst het geval in 2025.

## Verkeer en vervoer
De wellicht bekendste Pisano ooit, Galileo Galilei, heeft zijn naam gegeven aan de internationale luchthaven van Pisa, de belangrijkste luchthaven van Toscane. 
Er zijn twee treinstations: Pisa Centraal en Pisa San Rossore. Pisa is een vaste stopplaats voor treinen tussen Rome en Frankrijk via Genua en overstapplaats voor de bestemming Florence.
Pisa is bereikbaar via de regionale weg SGC Florance-Pisa-Livorno vanaf Florence. Pisa heeft een luchthaven en . Tot december 2013 beschikte de luchthaven ook over een treinstation, maar deze is vervangen door een people mover.

## Zustersteden
- Akko, Israël
- Angers, Frankrijk
- Corumbá, Brazilië
- Niles, Verenigde Staten
- Rhodos, Griekenland
- Unna, Duitsland

## Bekende inwoners van Pisa

### Geboren

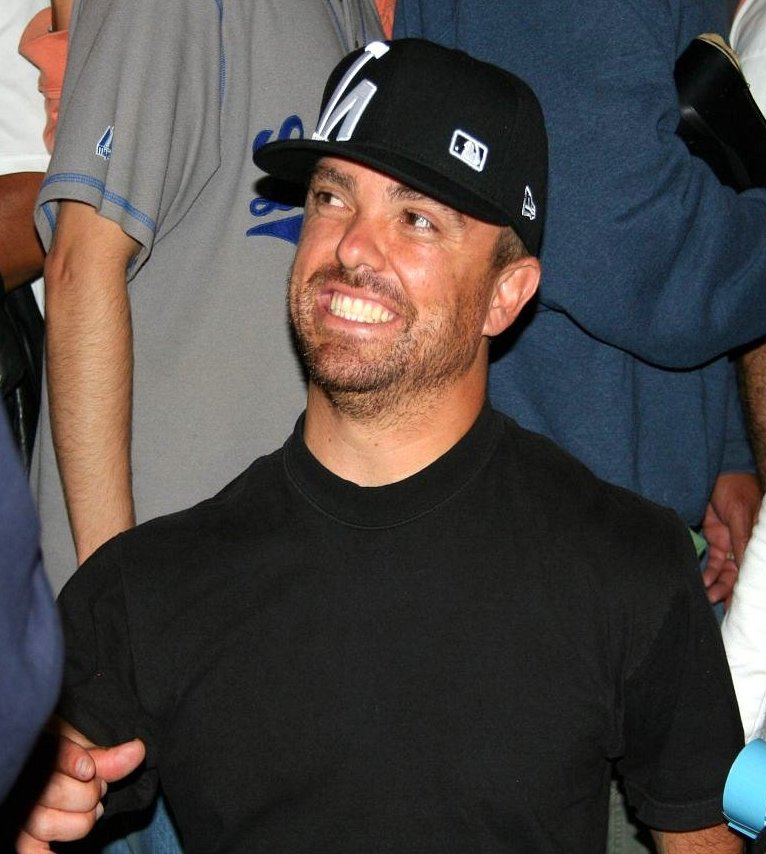
Jason Acuña (1973)

- Fibonacci (ca. 1170-1250), wiskundige
- Galileo Galilei (1564-1642), natuurkundige, astronoom, wiskundige en filosoof
- Filippo Buonarroti (1761-1837), revolutionair, politicus en vrijmetselaar
- Ippolito Rosellini (1800-1843), egyptoloog
- Giovanni Battista Donati (1826-1873), astronoom
- Antonio Pacinotti (1841-1912), natuurkundige
- Ulisse Dini (1845-1918), wiskundige en politicus
- Gillo Pontecorvo (1919-2006), filmregisseur en scenarioschrijver
- Franco Ferrucci (1936-2010), schrijver en vertaler
- Chiara Frugoni (1940-2022), historica
- Antonio Tabucchi (1943-2012), schrijver
- Giovanni Bongiorni (1956), sprinter
- Giovanni Galli (1958), voetbaldoelman en politicus
- Enrico Letta (1966), politicus
- Michele Bartoli (1970), wielrenner
- Jason Acuña (1973), stuntman en programmamaker
- Alessandro Birindelli (1974), voetballer
- Giorgio Chiellini (1984), voetballer
- Daniele Meucci (1985), atleet
- Michele Camporese (1992), voetballer
- Federico Di Francesco (1994), voetballer
- Andrea Favilli (1997), voetballer
- Lucia Di Guglielmo (1997), voetbalster

### Gewoond
- Pietro Cuppari (1816-1870), hoogleraar agronomie
- Enrico Fermi (1901-1954), Italiaans-Amerikaans natuurkundige
- Percy Bysshe Shelley (1792-1822), Engels dichter

## Galerij

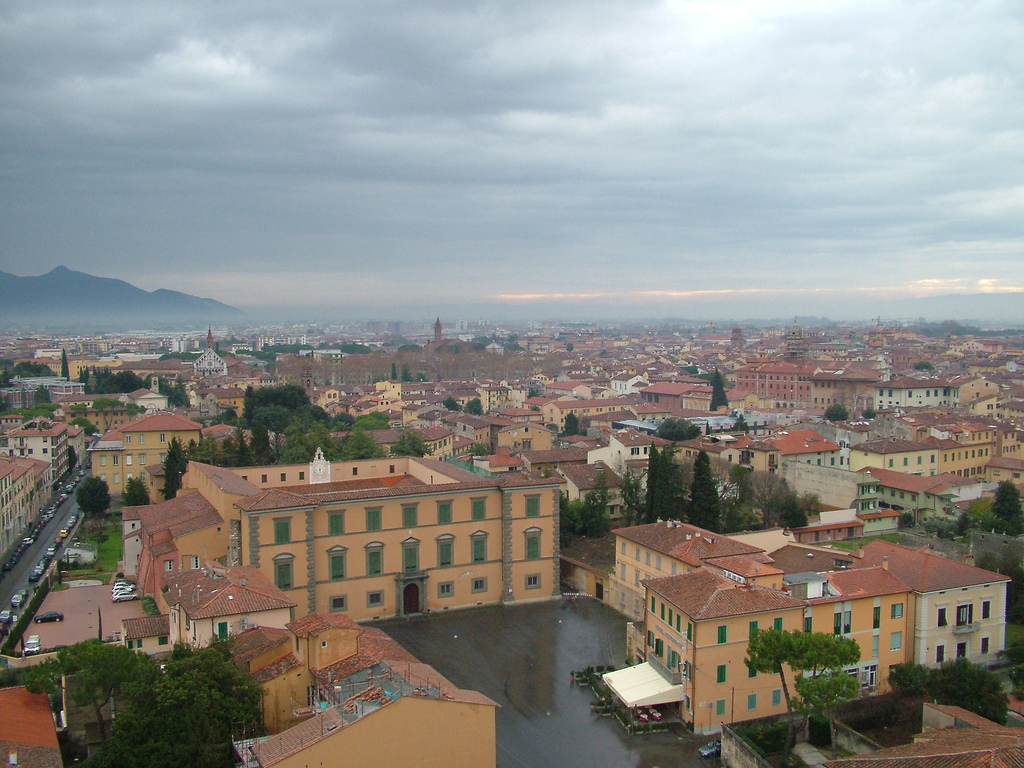
Pisa vanaf de Toren van Pisa
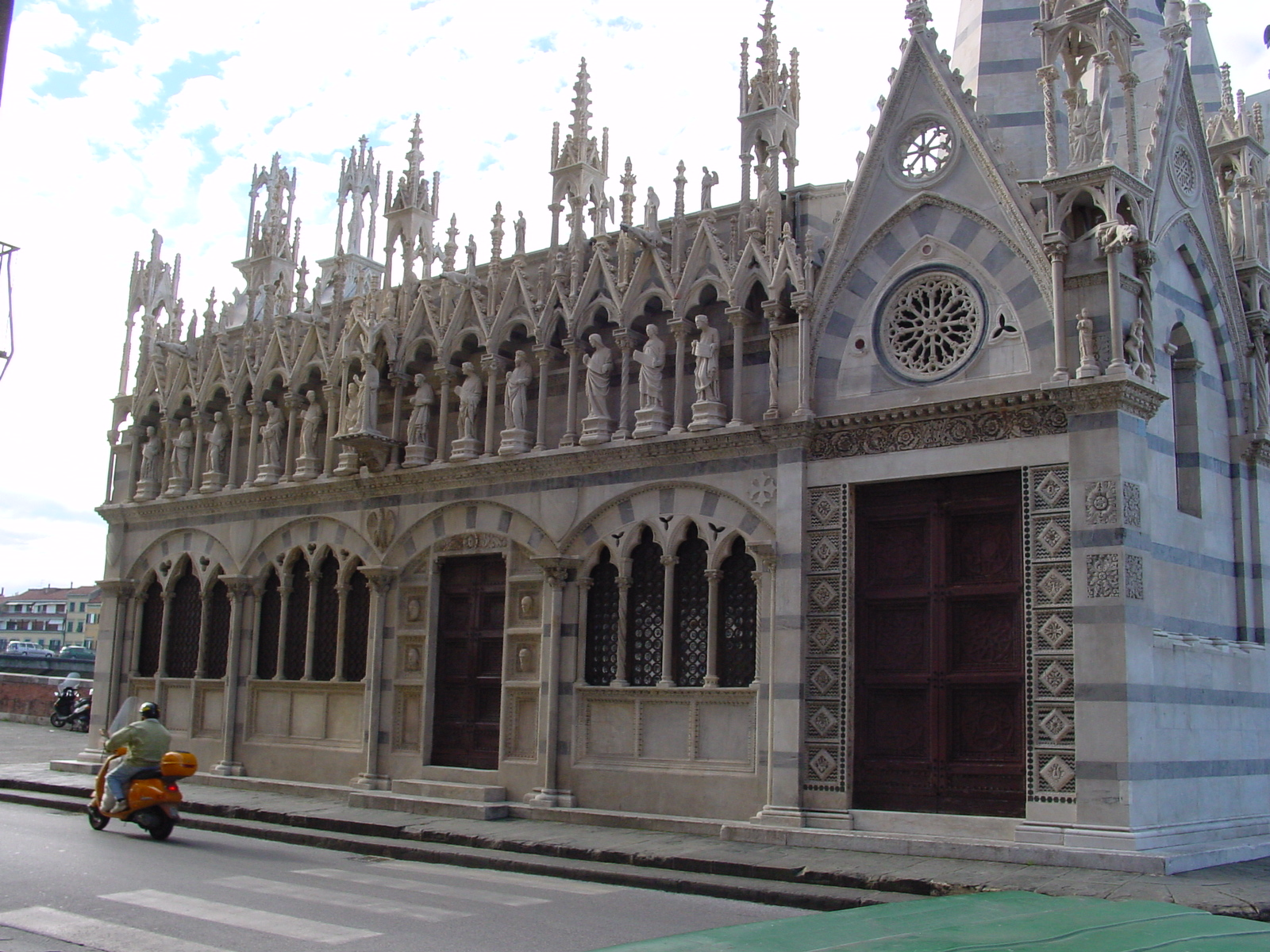
Santa Maria Della Spina
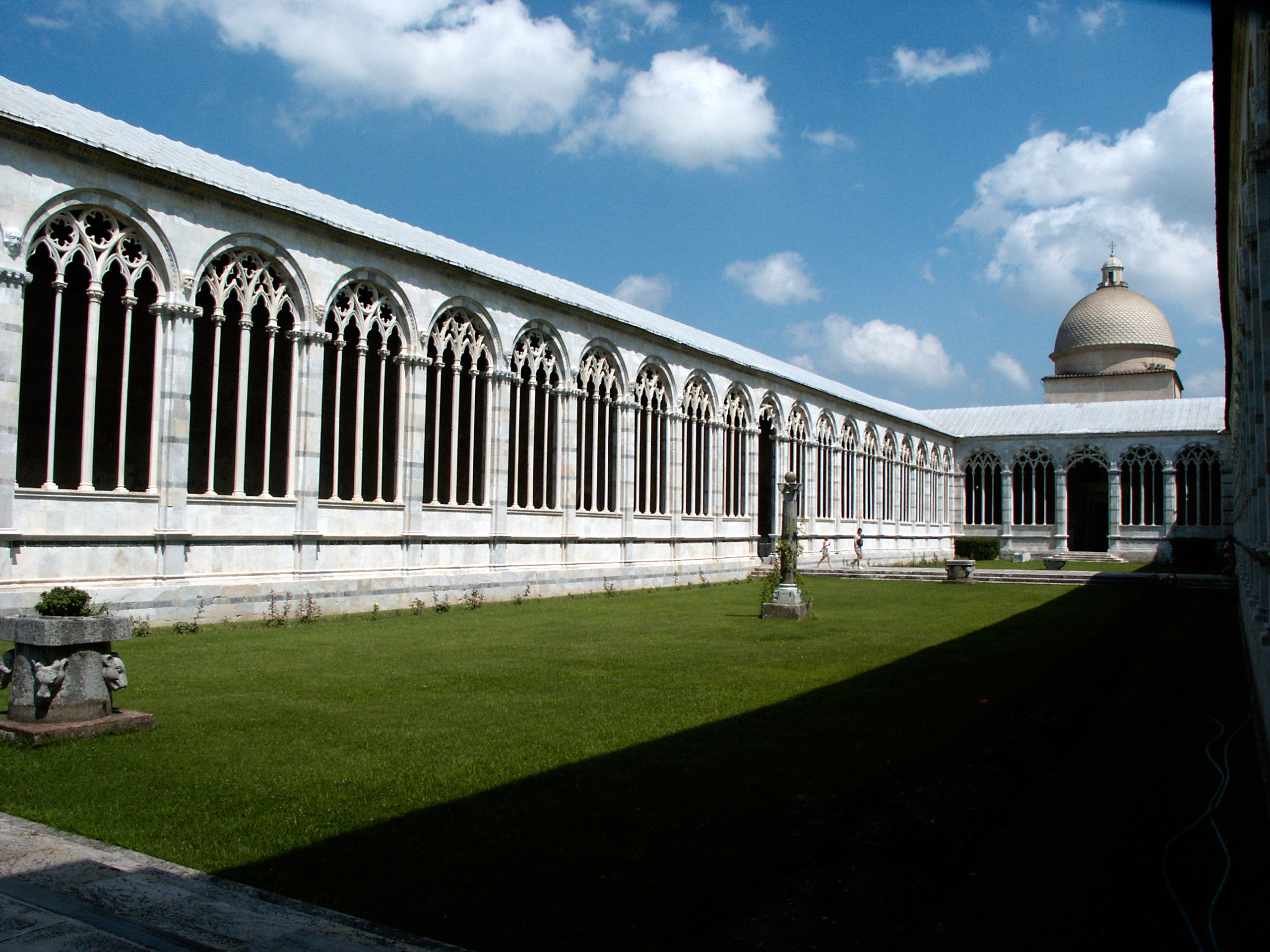
Camposanto
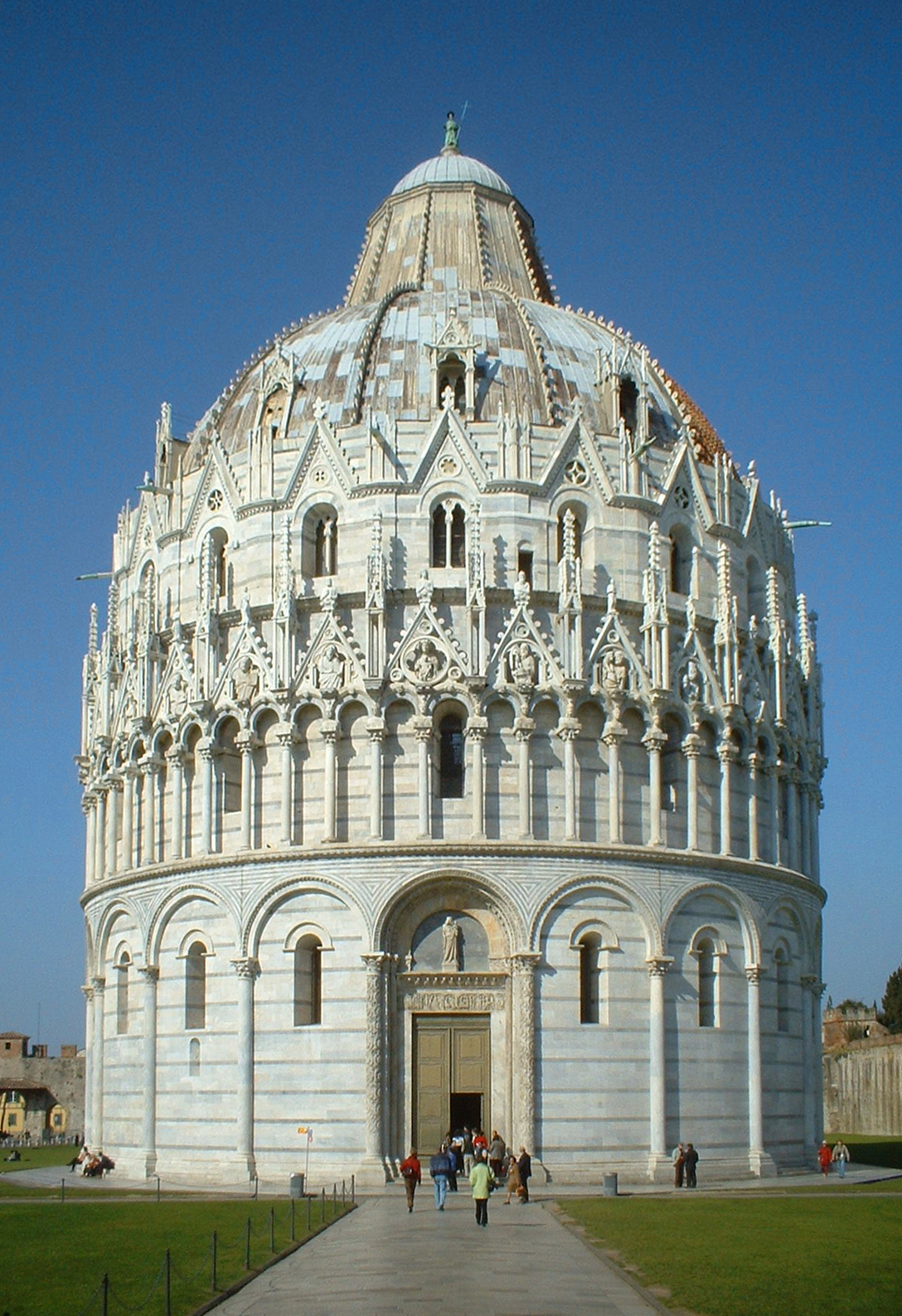
Baptisterium van Pisa
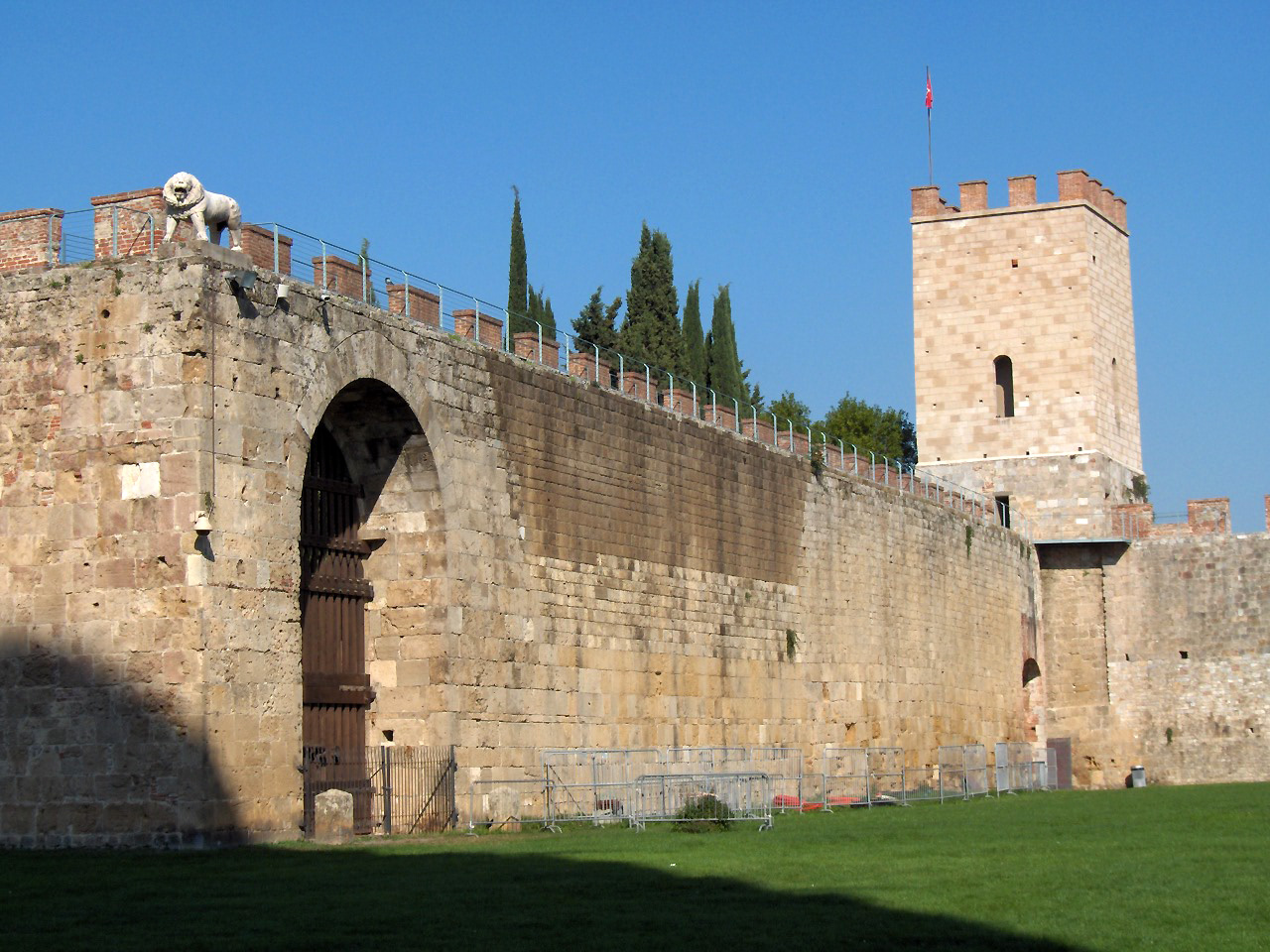
Historische stadsmuur